# Антоні Анжелі
Антоні Анжелі (фр. Anthony Angély; нар. 21 березня 1990, Париж) — мартиніканський французький футболіст, нападник клубу «Вольтіжер де Шатобріан» та національної збірної Мартиніки.

## Клубна кар'єра
Народився у Парижі, проте на дорослому футболі дебютував 2008 року на Мартиніці за команду клубу «Ессор-Прешотен», в якій провів п'ять сезонів. Після чого ще два з половиною сезони провів там же за «Клуб Колоніаль», з яким став чемпіоном Мартиніки у сезоні 2013/14.
2016 року Анжелі повернувся до материкової Франції і став виступати за аматорські команди «Роян-Во», «Пуатьє» та «Вольтіжер де Шатобріан» у шостому за рівнем дивізіоні Франції

## Виступи за збірну
3 березня 2012 року дебютував в офіційних матчах у складі національної збірної Мартиніки в товариській зустрічі з Гваделупою (1:2). 12 грудня того ж року у матчі проти Французької Гвіани забив перший гол за збірну.
У складі збірної був учасником розіграшу Золотого кубка КОНКАКАФ 2017 року у США, зігравши в одному матчі проти Нікарагуа (2:0).